# Odontonema hondurensis
Odontonema hondurensis är en akantusväxtart som först beskrevs av Gustav Lindau, och fick sitt nu gällande namn av D.N. Gibson. Odontonema hondurensis ingår i släktet Odontonema och familjen akantusväxter. Inga underarter finns listade i Catalogue of Life.